# Dyckia polycladus
Dyckia polycladus är en gräsväxtart som beskrevs av Lyman Bradford Smith. Dyckia polycladus ingår i släktet Dyckia och familjen Bromeliaceae. Inga underarter finns listade i Catalogue of Life.